# Popówko (jezioro)
Popówko – jezioro w Polsce, w gminie Kisielice, w powiecie iławskim. Ma powierzchnię 85,20 ha. Przepływa przez nie rzeka Osa. W jego pobliżu znajdują się wsie Jędrychowo i Mózgowo.